# アフィジコリン
アフィジコリンまたはアフィディコリン（英語:Aphidicolin）は、セファロスポラム・アフィジコラ（Cephalosporum aphidicola）という菌類から単離された抗菌性、抗ウイルス性と抗有糸分裂性を持つ四環系ジテルペンである。アフィジコリンは真核生物のDNA複製を可逆的に阻害する働きがある。アフィジコリンは、細胞周期をS期初期で止め、また真核細胞や、ワクチニアウイルスやヘルペスウイルスなどのウイルスにあるDNAポリメラーゼA,Dに対して特異的に働き、HeLa細胞においてはアポトーシス誘導剤として働く。自然界ではニグロスポラ・オリザエの二次代謝産物として知られている。